# Nguyễn Thị Thu Huệ
Nguyễn Thị Thu Huệ là nhà văn  (sinh ngày 12 tháng 8 năm 1966) tại thành phố Hạ Long, Quảng Ninh; quê ở Thạnh Phú, Bến Tre . Bà được đánh giá là nhà văn trẻ nổi tiếng trong nước.
Bà được bầu làm Phó Chủ tịch khoá X, Chủ tịch khoá XII Hội Nhà văn Hà Nội.
Nguyên Ủy viên Thường vụ Ban Chấp hành Hội Nhà văn Việt Nam khoá VIII, Giám đốc Trung tâm Bản quyền văn học Việt Nam.
Giám đốc Bảo tàng Văn học Việt Nam từ tháng 6 năm 2021.
Bà là con gái của Nguyễn Thị Ngọc Tú, một nữ nhà văn có tiếng của Việt Nam.

## Tác phẩm đã xuất bản
- Cát đợi (truyện ngắn 1993)
- Hậu thiên đường (truyện ngắn 1994)
- Phù thủy (truyện ngắn 1995)
- Tân cảng (truyện 1997)
- 21 truyện ngắn Nguyễn Thị Thu Huệ (2001)
- Nào, ta cùng lãng quên (2003)
- 37 truyện ngắn Nguyễn Thị Thu Huệ (2010)
- Thành phố đi vắng (tập truyện ngắn 2012)

## Giải thưởng văn học
- Giải thưởng Tác phẩm Tuổi xanh của báo Tiền Phong.
- Giải nhất Cuộc thi Tạp chí Văn nghệ Quân đội.
- Giải A Cuộc thi tiểu thuyết và truyện ngắn Hà Nội.
- Tặng thưởng Hội Nhà văn Việt Nam năm 1994 với Hậu thiên đường.
- Giải thưởng Hội Nhà văn Việt Nam năm 2013 với Thành phố đi vắng.

## Tác phẩm trên nhà văn TP Hồ Chí Minh
- Làn khói xám - truyện ngắn
- Cõi mê - truyện ngắn
- Mùa thu vàng rực rỡ - truyện ngắn
- Tân Cảng - truyện ngắn
- Với tay là đến - truyện ngắn
- Chị tôi - truyện ngắn
- Thang dây - truyện ngắn
- Giai nhân - truyện ngắn
- Vào một đời sống khác - truyện ngắn